# Глинка, Глеб Александрович
Гле́б Алекса́ндрович Гли́нка (1903, Симбирск (по другим данным — Москва) — 1989, г. Кэбот, Вермонт, США) — советский поэт, прозаик, литературовед, критик и журналист. Происходил из семьи, принадлежавшей к роду видных деятелей отечественной культуры и науки.

## Биографические сведения
Глеб Александрович Глинка родился в 1903 году в Симбирске. В 1922 году вместе с родителями переехал в Москву, где в 1925 окончил трехгодичный Высший литературно-художественный институт. Считал себя учеником В. Я. Брюсова. Впервые выступил в печати в 1925 году. Состоял в литературной группе «Перевал».
С 1944 года в эмиграции. Сначала жил в Париже, затем переехал в США.
Автор книг: «Времена года» (1926), «Изразцовая печка» (1929), «Эшелон опаздывает» (1932), «Истоки мужества» (1935), «Павлов на Оке» (1936). Печатался в сборниках поэтов-эмигрантов, был постоянным автором «Нового журнала». Выпустил антологию «На перевале» (Нью-Йорк, 1954), куда вошла проза, критика и стихи «перевальцев», а также два сборника собственных стихотворений «В тени» (Нью-Йорк, 1968) и «Было завтра» (Нью-Йорк, 1972).
Похоронен на Русском кладбище в Ново-Дивееве.

## Семья
Сын А. С. Глинки, внук А. А. Знаменской.
Дочь (от первого брака) — Ирина Глебовна Глинка (1931—2015), скульптор, автор книги, жена Ю. И. Левина.
Сын (от второго брака) — Глеб Глебович Глинка (р. 1948), известный как Глеб Глинка-младший, адвокат, муж Е. П. Глинки (1962—2016), широко известной как Доктор Лиза.